# Військово-кібернетичні операції США
Військово-кібернетичні операції США — операції кібернетичної війни, що здійснюються збройними силами США проти інших держав і організацій.
З 2010 року в структурі збройних сил США створено спеціальний підрозділ — Кібернетичне командування США,основними завданнями якого є централізоване проведення операцій кібервійни, управління і захист військових комп'ютерних мереж США. Стратегія кіберкомандування ґрунтується на принципах проактивного захисту і використанні кіберпростору в якості нового театру військових дій.Командування  міжвидового командування Збройних сил США виступило із заявою, в якій зазначалося: 
"Технології кіберпростору перетворюються в інструмент влади в суспільстві, і при цьому стають все більш доступним для супротивників держави, які можуть використовувати ці технології для комп'ютерних атак, порушення комунікацій і обміну інформацією. Низькі бар'єри входу в поєднанні з анонімним характером діяльності в кіберпросторі роблять список потенційних супротивників досить широким. Крім того, глобальний характер кіберпростору і відсутність в ньому національних кордонів буде створювати додаткові складності для держав в плані стримування загроз і реагування на надзвичайні ситуації"— 
.
Незважаючи на важливість розвитку даного напрямку, десятиліття розбіжностей між різними установами і відомствами США привели до провалу низки важливих проектів у сфері модернізації ІТ-інфраструктури Збройних сил США і втрат у мільярди доларів. Крім того, федеральний уряд США не змогло встановити стандарти для фірм-підрядників у сфері кібербезпеки або належним чином керувати ними. Відповідно до звітів контрольних органів США, вартість робіт цих фірм-підрядників майже вдвічі перевищували витрати на ті ж роботи, виконувані федеральними службовцями.

## П'ять принципів
Стратегія військово-кібернетичних операцій США ґрунтується на п'яти принципах.
1. Кіберпростір є новим театром військових дій, поряд з наземним, морським. повітряним і космічним;
2. Принцип проактивности, на відміну від пасивного захисту, як, наприклад, захист за допомогою брандмауерів. Виявлення і припинення кібератак на комп'ютерні мережі вимагає швидкого реагування, що робить необхідним використання тактичних операцій для відстеження та організації контратак на зловмисників;
3. Захист критичної інфраструктуриЗахист критичної інфраструктури[en] США;
4. Використання системи колективної безпеки США і їх союзників;
5. Підтримання і зміцнення технологічних переваг, передусім у сфері комп'ютерної грамотності і штучного інтелекту.

## Кібератаки США проти інших країн

### Іран
У червні 2010 року Іран став жертвою кібератаки, в комп'ютерну мережу фабрики по збагаченню урану в Натанзі проник комп'ютерний вірус Stuxnet. Ця кібератака призвела до пошкодження понад 1000 ядерних центрифуг, і, за оцінками експертів журналу Business Insider, «атомна програма Тегерана була відкинута щонайменше на два роки назад».
Незважаючи на відсутність офіційного підтвердження, Гері Сеймур, координатор Білого дому з контролю над озброєннями і зброї масового ураження, зробив публічну заяву, в якому зазначив: «Ми раді, що у них [іранців] виникли проблеми з центрифугами, і США зі своїми союзниками роблять все можливе, щоб переконатися, що ми створюємо труднощі для них», тим самим побічно підтвердивши участі США у розробці вірусу Stuxnet.

### Китай
У 2013 році колишній співробітник АНБ Едвард Сноуден оприлюднив відомості, що уряд США зламав сервера китайських компаній-провайдерів мобільного зв'язку для збору текстових повідомлень, а також шпигунило за університетом Цінхуа — один з найбільших пекінських вузів, і скачивало дані з мережі China Education and Research Network (CERNET), де мають акаунти мільйони китайців. За словами Сноудена, американські спецслужби ведуть електронний шпигунство за Китаєм і Гонконгом протягом багатьох років..
Згідно із секретними документами, опублікованими Сноуденом, АНБ також проникнуло в сервера штаб-квартири компанії Huawei, найбільшої телекомунікаційної компанії Китаю і найбільшого виробника телекомунікаційного обладнання в світі. Метою проникнення було інфікування комп'ютерними вірусами обладнання Huawei, яке компанія поставляє в інші країни — в тому числі ті, які не купують американське обладнання, з тим щоб АНБ могло проникати в комп'ютерні та телефонні мережі цих країн для знімання інформації і проведення інших кібероперацій.

### Інші країни
За повідомленням журналу Economist, у 1982 році спецслужби СРСР викрали у неназваною канадської компанії комп'ютер, призначений для управління газопроводом в Сибіру. В програмний код цього комп'ютера співробітниками ЦРУ була заздалегідь закладена логічна бомба, яка змінила швидкість роботи насоса на газопроводі, що призвело до вибуху.
У 1991 році в журналі Infoworld з'явилася стаття Джона Гантца про комп'ютерний вірус AF/91, розробленому АНБ для зараження комп'ютерних систем ВПС Іраку перед війною в затоці і таємно запроваджене з допомогою чипа принтера, ввезеного в Ірак через Йорданію. Згодом з'ясувалося, що повідомлення про цей вірус було першоквітневим жартом.
В 1998 році, в ході підготовки військової операції США і НАТО проти Югославії, США успішно провели злом комп'ютерної мережі системи ППО і системи контролю повітряного руху Сербії.

## Дивись також
- Вибух газопроводу в Сибіру в 1982 році
- Кібервійна
- Кібернетичне командування США
- Стратегія операцій в кіберпросторі міністерства оборони США